# 小明の副作用
小明の副作用（あかりのふくさよう）は、2010年7月1日から2014年12月25日まで隔週木曜日の22時よりニコニコチャンネルのサイゾーテレビとUstreamでインターネット生配信された「ラジカルでメランコリックなトークを繰り広げるバラエティ番組」である。
放送の模様は後日サイゾーテレビでアーカイブ視聴できる。
生放送、アーカイブ共に無料。
番組名は2010年5月24日にユーストリームで生放送された事前番組において視聴者からいくつかの候補が出され、その中から決定された。略称は「あかふく」。

## 出演者・スタッフ
小明（あかり）
メインパーソナリティ。「アイドルライター」「みんなのアイドル」。
もぐもぐ
番組マスコットのブタ。ウェブマガジン「日刊サイゾー」チーフエディター。番組の責任者でもある。稀に「サトウさん」と呼ばれることがある。当初は裏声で話していたが徐々に地声になった。
北村ヂン
主にカメラを担当する番組スタッフ。画面には登場しないがトークには参加する。「ハイパーメディアライター」「珍バカライター」。
KO
番組スタッフ。雑誌「サイゾー」の編集者。校了前等、本業が忙しいときはいないこともある。あだ名は「マセックス」。2013年7月頃、本業の多忙を理由により番組を卒業した。

## ゲスト
- キングオブコメディ（第1回）
- 桜木ピロコ（第4回）
- 樫原伸彦（第5回）
- カジヒデキ（第10回）　※VTR出演
- 河崎実（第34回）　※VTR出演
- →Pia-no-jaC←（第70回）　※VTR出演

## 番組内容
- 出演者によるフリートークと視聴者からのメール[11]を主としたトークバラエティ。
- 「小明の贖罪」「もぐもぐのここが好き」など不定期にコーナーが設けられたり、視聴者からコーナー宛のメールが来ることがある。
- 第8回からエンディングトークのひとつとしてキーワードが発表されているが、特に意味はない。
- 背景にはホワイトボードが使用されており、イラストや告知が書かれたり、ポスターが貼られたりする。放送中にも稀に使用する。

## オープニングとエンディング
- 番組開始当初、オープニングはフリー素材の音源[12]と小明のグラビア撮影風景の映像によるものを使用し、エンディングは特になかった。
- 第14回から「君が笑う、それが僕のしあわせ」の番組オリジナルPVによるエンディングが始まった。
- 第71回から→Pia-no-jaC←制作のオープニングテーマ曲「AKARI」と撮り下ろし映像による新オープニングに変更された。
- 第77回から「星が見えない会えない夜は」（「君が笑う、それが僕のしあわせ」カップリング曲）とレコーディング風景や小明が撮影した映像による新エンディングに変更された。

## 放送回数
2010年7月1日の番組開始以降、隔週木曜日に放送されているが、放送予定日の移動、通常の日程以外での放送、休止などがあり、またアーカイブに『第何回』と放送回数が明記されてないものがあるため、アーカイブの数と放送回数は一致していない。
- 2010年12月30日分は通常の生放送を休止し、総集編を同日に配信。放送回数は明記されていない。
- 2011年3月24日分は東日本大震災の影響により休止。
- 2011年5月19日分は5月15日の公開生放送に振り替え（第22回）。
- 2012年6月9日は公開生放送として通常の放送予定日以外の日に配信（第50回）。
- 2012年12月21日は「アカフクALTERNATIVE」会員向けとして通常の放送予定日以外の日に配信。放送回数は明記されていない。
- 2013年3月30日公開収録、4月3日アーカイブ配信の「帰ってきたOSK！ サイゾーテレビ『小明の副作用』大阪スペシャル!!!」は収録、配信共に通常の放送予定日以外の日。放送回数は明記されていない。
- 2013年8月8日分は放送日を8月1日に振り替え（第81回）。
- 2013年12月26日分は放送日を12月24日に振り替え。放送回数は明記されていない。
- 2014年5月18日公開収録、5月23日[13]アーカイブ配信の第101回は収録、配信共に通常の放送予定日以外の日。
- 2014年7月10日分は台風による荒天が予想されたため、放送日を7月18日に振り替え（第105回）。

## 放送終了後のお楽しみ
- 放送終了後に撮影したトーク、挨拶をYouTubeで配信している。
- 2012年2月27日、第42回のアーカイブと共に配信され、翌28日、以前に撮影されていた第29回、第31回～第35回の分が配信になった[14]。以降、アーカイブと同時に配信されていたが、2012年4月5日の第45回の分から放送終了直後に配信されるようになった。
- 生放送のときのみ配信があり、公開収録の際にはない。

## 特設ブログ
- 番組テーマソング「君が笑う、それが僕のしあわせ」発売決定に伴い、ウェブサイト「日刊サイゾー」内に「小明の副作用」特設ブログが2012年2月9日に開設された。
- アーカイブ、放送終了後のお楽しみ、次回放送予定、関連ニュースの告知が行われている。

## メールマガジン
- ニコニコチャンネルのブロマガサービスを用いた有料の番組公式メールマガジン「アカフクALTERNATIVE」が2012年8月21日に開設された[15]。2012年8月30日より配信開始。
- 「小明よりかわいい小明をさがしにいく」をコンセプトに、「グラビア ALTERNATIVE」「『小明の副作用』FAQ ALTERNATIVE」「30 INTERVIEW 小明」「もぐもぐ時評」「あかふくメール ALTERNATIVE」などのコンテンツが用意されている。
- 更新は月2回程度。「小明の副作用」の放送がない隔週木曜日に予定されている。
- 2012年12月21日、「アイドルライター小明サンタのクリスマスPartyNight！」が生放送された[16]。

## 放送事故
- 生放送中にニコニコ生放送とユーストリームの一方、または両方で音声、映像が停止することが稀にある。
- 2011年4月7日の第19回では番組開始直後（約4分経過）から音声のみで画面が全く映らない状態になった。番組はそのまま継続され、およそ30分後に映像が復旧した。なお、この日はカメラ担当の北村ヂンが他の仕事を優先したために休んでいる[17]。映像は正常に記録されていたので、アーカイブの視聴に問題はない。
- 2012年9月6日の第57回では約20分の間、放送が開始されなかった。その間、簡単な状況説明のコメントを流したり、ニコ生アンケートを行うなどして場をつないだ（アーカイブではカット）。開始後は通常通り、約1時間の放送を行った。
- 2013年1月10日の第66回では開始から約30分が経過した後、映像と音声が共に配信されなくなった。その後も復旧できなかったため、急遽ユーストリームに移り番組を配信、続行した。
- 2013年9月5日の第83回では約30分の間、放送を開始できなかったため、ユーストリームに移り番組を配信した。
- 2014年3月6日の第95回では事前の放送枠を30分しか取っておらず、またスタッフがこのミスに気づいていなかったため、放送途中で番組が終了。その後ユーストリームに移り番組を配信、続行した。

## 各回概要
| 回数 | 放送日     | アーカイブタイトル                                                  | 衣装など                                                    | 備考 |
| ---- | ---------- | ------------------------------------------------------------------- | ----------------------------------------------------------- | --- |
|      | 2010/5/24  | 「新企画緊急タイトル＆企画会議」                                    |                                                             | ユーストリームのみで配信された事前番組 |
| 1    | 2010/7/1   | 「あなたの胸に、もう帰りたい」                                      | ナースゾンビ                                                | ゲストにキングオブコメディ |
| 2    | 2010/7/15  | 「黙れ、このブタ野郎！」                                            |                                                             | もぐもぐ初登場 |
| 3    | 2010/7/29  | 「生れて、ごめんなさい……！」                                        |                                                             | |
| 4    | 2010/8/12  | 「桜木ピロコ、来襲。」                                              | 浴衣                                                        | ゲストに桜木ピロコ 小明がもぐもぐを紛失したため「ポリ袋もぐもぐ」「三つ目もぐもぐ」が登場 |
| 5    | 2010/8/26  | 「仕事選ばぬ美しき人々のソナタ」                                    | 生霊メイク                                                  | ゲストに樫原伸彦 番組テーマソング企画スタート |
| 6    | 2010/9/9   | 「ヤダ……ブラ透けてる!?」                                            | 丹下段平                                                    | |
| 7    | 2010/9/23  | 「謝れ！樫原さんに謝れ！！」                                        |                                                             | 新宿ロフトプラスワンの楽屋から放送 番組テーマソングの仮歌詞披露 もぐもぐがもぐもぐを紛失したため「ペーパーもぐもぐ」が登場 |
| 8    | 2010/10/7  | 「ザ・まだ本気出してないだけーズ」                                  |                                                             | キーワード発表開始 |
| 9    | 2010/10/21 | 「アクティブぼっちは傷つかない」                                    |                                                             | この回よりマイクスタンドを変更 |
| 10   | 2010/11/4  | 「こんばんは、カジヒデキです」                                      | 制服                                                        | ゲストにカジヒデキ（VTR出演） |
| 11   | 2010/11/18 | 「ギックリ腰アイドル、略してギッドルの小明だよ☆」                   |                                                             | |
| 12   | 2010/12/2  | 「お金！うでし！大好きー！」                                        | 豹柄耳付寝間着                                              | サイゾー本社の倉庫から放送 |
| 13   | 2010/12/16 | 「NSP（ねたみ・そねみ・ポイント）を充填せよ！」                     | メイド                                                      | |
|      | 2010/12/30 | 2010総集編「君が笑う、それが僕のしあわせ」                          |                                                             | 総集編の他、番組テーマソングのレコーディング風景、タイトルを発表 |
| 14   | 2011/1/13  | 「お誕生日＆新曲発表スペシャル!!」                                  |                                                             | 小明の誕生日（1月14日）を祝うため、23時から放送 番組テーマソング「君が笑う、それが僕のしあわせ」初披露（以降、番組のエンディングとなる） スポットスポンサー「デッドライジング2 CASE:WEST」                                                       |
| 15   | 2011/1/27  | 「ペニ○オークションでアレを落札!?」                                 |                                                             | |
| 16   | 2011/2/10  | 「うち、『いいとも！』に呼ばれへん女やから」                        | 私物のさすまた持参                                          | |
| 17   | 2011/2/24  | 「なんと！『映画秘宝』の表紙に小明！（※ただしゾンビ）」             | セーラー服                                                  | |
| 18   | 2011/3/10  | 「世紀の対決 アイドル小明vsファブ○ーズ」                            |                                                             | |
| 19   | 2011/4/7   | 「北村ヂンは番組に必要かという問い」                                |                                                             | 生放送では前半約30分に渡り映像が映らず音声のみの配信となった（放送事故の項、参照） 北村ヂンは休み この回よりピンマイクを使用 放送中にワンピースの肩ひもが切れた                                                                                  |
| 20   | 2011/4/21  | 「小明さん、ごはん食べてください！」                                |                                                             | |
| 21   | 2011/5/5   | 「おともだちをたいせつにしよう（切実）」                            | らこっとで購入したワンピース                                | 小明が同日開催された中川翔子のコンサートに行ったため、23時から放送 |
| 22   | 2011/5/15  | 「5.15“伝説の阿佐ヶ谷”公開生放送SPECIAL！」                         | ファンから貰った猫柄ワンピース                              | 公開生放送として阿佐ヶ谷ロフトAより19時30分から放送 通常のもぐもぐではなく「巨もぐ」が登場 |
| 23   | 2011/6/2   | 「戦慄！親もぐもぐ子もぐもぐ」                                      | 番組冒頭のみ「巨もぐ」着用                                  | |
| 24   | 2011/6/16  | 「売れてないのに3,000人突破スペシャル！」                           |                                                             | |
| 25   | 2011/6/30  | 「1周年大感謝祭スペシャル！」                                       |                                                             | |
| 26   | 2011/7/14  | 「謝謝台湾！世界ヌホホン滞在記」                                    |                                                             | |
| 27   | 2011/7/28  | 「夏って、なんかムカつくよね！」                                    | ファンが作ったもぐもぐTシャツ                               | |
| 28   | 2011/8/11  | 「大人の階段、昇りました。（26歳・女）」                            |                                                             | |
| 29   | 2011/8/25  | 「残念ながらエレン・ペイジではなく小明」                            | 自作のボルティーコス（マスクのみ） 虎の威を借る狐           | |
| 30   | 2011/9/8   | 「公開生放送ふたたび@LOFT/PLUSONE」                                 |                                                             | 公開生放送として新宿ロフトプラスワンより20時から放送 通常のもぐもぐではなく「巨もぐ」が登場 |
| 31   | 2011/9/22  | 「不適切動画と呼ばないで」                                          | ファンが作ったもぐもぐパーカー                              | |
| 32   | 2011/10/6  | 「容疑者・吉切さん」                                                | タケコプター Ne-netのインド柄服                             | |
| 33   | 2011/10/20 | 「腹芸アイドル小明、見参！」                                        | Ne-netの犬顔服                                              | |
| 34   | 2011/11/3  | 「新曲PVを河崎実監督が撮るよSPECIAL！」                             |                                                             | ゲストに河崎実（VTR出演） 「君が笑う、それが僕のしあわせ」のPVを映画監督の河崎実が撮ることを発表 |
| 35   | 2011/11/17 | 「間瀬くんの本名を秘匿せよ！」                                      | ガオー服                                                    | アーカイブの音声がエコーがかかったような状態になっている |
| 36   | 2011/12/1  | 「同級生のみんな！青木はこうして生きてます!!」                      | ひつじ耳                                                    | |
| 37   | 2011/12/15 | 「童貞捨てたら、そこでお年玉終了ですよ……？」                        | ショートのウィッグに猫耳                                    | |
| 38   | 2011/12/29 | 「聖夜に願いを、アイドルに冷や水を」                                | サンタガール（電飾付）                                      | |
| 39   | 2012/1/12  | 「ステマ！ステマ！ステマ！」                                        | 猫耳                                                        | |
| 40   | 2012/1/26  | 「3.18CD発売イベント大決定スペシャル！」                            | ファンが作った誕生祝いのもぐもぐTシャツ                     | 3月18日に「君が笑う、それが僕のしあわせ」CD発売イベントの開催を発表 |
| 41   | 2012/2/9   | 「お金をいただくって、難しい！」                                    | 夜のイヌ服                                                  | 「小明の副作用」特設ブログの開設を発表 「君が笑う、それが僕のしあわせ」CDの仕様を発表 アーカイブの音質が非常に悪い |
| 42   | 2012/2/23  | 「ぎぎ……ぎ……ぎれだ……（雑誌の連載が）」                              | 魔界転生Tシャツ                                             | |
| 43   | 2012/3/8   | 「アッー！マッー！ゾォーンに新曲が!!」                              | ジャスティス・リーグTシャツ                                 | 「君が笑う、それが僕のしあわせ」CDがアマゾンでも販売されることを発表 |
| 44   | 2012/3/22  | 「3.18レコ発イベントありがとうスペシャル！」                        | もぐもぐコス                                                | |
| 45   | 2012/4/5   | 「番組の冒頭に不適切な（以下略」                                    | 姉の描いた私の似顔絵Tシャツ                                 | 6月9日に大阪で公開生放送を行うことを発表 |
| 46   | 2012/4/19  | 「小明がやってくるヤァ!ヤァ!ヤァ!」                                 | ファンから送られてきたパンダ帽                              | |
| 47   | 2012/5/3   | 「胡蝶の夢、タワレコの夢、アイドルの夢」                            | 鹿の角                                                      | |
| 48   | 2012/5/17  | 「母の日に母が遊んでくれないアイドルの話」                          |                                                             | |
| 49   | 2012/5/31  | 「『ミンボーの女』を見て中華屋に行こう！」                          | 虎Tシャツ                                                   | |
| 50   | 2012/6/9   | 「公開生放送＠大阪 2周年大御礼スペシャル！」                        | うさぎ服（耳付）                                            | 公開生放送として大阪シアターセブンより19時から放送 通常のもぐもぐではなく「巨もぐ」が登場 |
| 51   | 2012/6/14  | 「いいから5万円返して。」                                           | グワシTシャツ                                               | |
| 52   | 2012/6/28  | 「ぴょろぴょろぴ～の新しいの！」                                    | 猫アイマスクTシャツ                                         | |
| 53   | 2012/7/12  | 「無料 is 免罪符 or NOT!?」                                         | 肩出しライオン服                                            | |
| 54   | 2012/7/26  | 「夏、うぜーーー!!!」                                               | HAPPY TIGER                                                 | |
| 55   | 2012/8/9   | 「遥かなるエネループの歌」                                          | トップオブオシャンT（ゾンビ）                               | 収録場所が変更になる |
| 56   | 2012/8/23  | 「あかふくを見て映画館へゆこう」                                    |                                                             | 放送終了後、メールマガジンについての番組「緊急生放送！小明と学ぼう「アカフクALTERNATIVEってなんなの!?」SPECIAL」が延長ではなく別番組として放送された                                                                                             |
| 57   | 2012/9/6   | 「小明の着うた、はじまるよー！」                                    |                                                             | 23時から放送 生放送では約20分の間、放送が開始されなかった（放送事故の項、参照） |
| 58   | 2012/9/20  | 「出た！（その変な服）鉄板ですね！」                                |                                                             | 生放送では番組冒頭から音声にノイズが混ざる状態が続いたため、一度、放送を止めて約25分後に改めて再開（アーカイブではここから）。その後、再びノイズが発生したが番組はそのまま継続された（ユーストリームでの配信のみ停止された）                     |
| 59   | 2012/10/4  | 「その瞬間、女カーストが逆転して一気にペシャ」                      |                                                             | この回以降、ユーストリームによる生配信を中止 |
| 60   | 2012/10/18 | 「恋人ですか？ 今は、いないです。今は。」                           |                                                             | 生放送では音ずれ（映像と音声が合っていない状態）が起きていた |
| 61   | 2012/11/1  | 「はっぴーばーすでい、ちつ！」                                      |                                                             | |
| 62   | 2012/11/15 | 「見たわよ、こないだの……（被害女性・談）」                          | 豹                                                          | |
| 63   | 2012/11/29 | 「もぐもぐ裁判 コラム捏造疑惑を指弾せよ！」                         | 黒とっくり                                                  | 断髪式後、初の放送 |
| 64   | 2012/12/13 | 「サブカル男子はボブが好き問題について」                            |                                                             | |
|      | 2012/12/21 | 「アイドルライター小明サンタのクリスマスPartyNight！」              | サンタガール                                                | 番組公式メールマガジン「アカフクALTERNATIVE」の会員向けに放送された番組の内、非会員でも視聴できた最初の一時間分のアーカイブ |
| 65   | 2012/12/27 | 「これはひどい！2012クリスマス何してた報告会」                      | うさぎ帽子 フクロウ                                         | |
| 66   | 2013/1/10  | 「『これはB級である』という記号としての小明」                       | ペンギン服                                                  | 生放送では途中から配信できなくなりユーストリームで番組を続行した（放送事故の項、参照） 延長放送が予定されていたが、このトラブルのため、本編内で延長用の企画が行われた                                                                            |
| 67   | 2013/1/24  | 「You should keep 友だち いなing！」                                | アリス柄ボーダーワンピ                                      | |
| 68   | 2013/2/7   | 「丸刈り・おっぱい・バレンタイン！」                                | ガオー帽                                                    | 放送終了後の延長タイムで番組公式メールマガジン「アカフクALTERNATIVE」の会員向けバレンタインプレゼントの紹介が行われた |
| 69   | 2013/2/21  | 「重大発表はいきなりやってくる」                                    |                                                             | 3月30日に大阪で公開収録を行うことを発表 放送終了後の延長タイムで番組公式メールマガジン「アカフクALTERNATIVE」の会員向けバレンタインプレゼントの抽選会が行われた                                                                                  |
| 70   | 2013/3/7   | 「衝撃！イベント主催者がお客さんのチケット購入を妨害!?」            |                                                             | ゲストに→Pia-no-jaC←（VTR出演） 次回より→Pia-no-jaC←制作のオープニングテーマ曲と撮り下ろし映像による新オープニングになることを発表 |
| 71   | 2013/3/21  | 「→Pia-no-jaC←による新OPテーマからの落差がすごい件」                | パンダ服 ホットパンツ                                       | この回より→Pia-no-jaC←制作のオープニングテーマ曲「AKARI」と撮り下ろし映像による新オープニングに変更された 放送終了後の延長タイムで番組公式メールマガジン「アカフクALTERNATIVE」で募集されたAKR選抜総選挙の結果発表とプレゼントの抽選会が行われた |
|      | 2013/4/3   | 「帰ってきたOSK！ サイゾーテレビ『小明の副作用』大阪スペシャル!!!」 | 骨骨ワンピ                                                  | 大阪シアターセブンで2013年3月30日に公開収録されたもの 通常のもぐもぐではなく「巨もぐ」が登場 |
| 72   | 2013/4/4   | 「ありがとうOSKからの燃え尽き症候群」                               |                                                             | もぐもぐがもぐもぐを忘れたため「ペーパーもぐもぐ」が登場 |
| 73   | 2013/4/18  | 「今でしょ！」                                                      | →Pia-no-jaC←パーカー                                        | |
| 74   | 2013/5/2   | 「実は私、パックリ人間だったんです……！」                            | アイドルネヴァーダイTシャツ                                 | |
| 75   | 2013/5/16  | 「その話すんなよ、って言うの忘れちゃったねえ」                      | 耳付帽子                                                    | |
| 76   | 2013/5/30  | 「ねぇ最近、幻聴聞いてる？」                                        |                                                             | |
| 77   | 2013/6/13  | 「番組の告知が雑」                                                  |                                                             | この回より「星が見えない会えない夜は」とレコーディング風景や小明が撮影した映像による新エンディングに変更された |
| 78   | 2013/6/27  | 「もうやめて！『逆便所飯』ってナンなの!?」                          | バットマンTシャツ（黒、ロゴマーク）                         | |
| 79   | 2013/7/11  | 「これからの『ギャラ』の話をしよう」                                | バットマンTシャツ（白、バットマンイラスト）                 | |
| 80   | 2013/7/25  | 「マジで閉経する5秒前!?」                                           | バットマンTシャツ（白、ロゴマーク） バットマンお面          | |
| 81   | 2013/8/1   | 「101回目の吸引パイプ」                                             | バットマンTシャツ（黒、バットマン&ロビン&リドラーイラスト） | |
| 82   | 2013/8/22  | 「トゥモロー！トゥモロー!!（号泣）」                                | バットマンTシャツ（グレー、バットマンイラスト）             | |
| 83   | 2013/9/5   | 「じぇじぇ……！じぇ、じぇえ……ぇ……！」                                | 花柄ワンピース ビニール傘                                   | 冒頭から放送できなかったため、ユーストリームで番組を配信した（放送事故の項、参照） |
| 84   | 2013/9/19  | 「ロンブー淳さん御結婚おめでとうございます!!」                      |                                                             | |
| 85   | 2013/10/3  | 「IDOL LIFE IS LIKE A ROLLING ストーンストーン!!」                  |                                                             | 10月12日に大阪で行われる小明イベントのチケット販売方法の案内があり放送中に発売開始になった |
| 86   | 2013/10/17 | 「幸せなら雨戸を閉め切って天井を叩こうハイハイ！」                  |                                                             | 機材の不良により一部映像が途切れ青い画面になる部分がある |
| 87   | 2013/10/31 | 「もう9年ダメ。もう9年ダメ！」                                      | 赤い悪魔コス（ハロウィン用） 虎のお面 赤いひげ              | |
| 88   | 2013/11/14 | 「梅田くんが短小なら、それを純愛とす」                              |                                                             | |
| 89   | 2013/11/28 | 「AKBの支配人っぽい誰かが、合法っぽい何かを」                       |                                                             | 北村ヂンが休んだため、KOがカメラを担当 |
| 90   | 2013/12/12 | 「『オシャレサブカル』の浅いヤーツは『軽薄で下品』」                | スヌード                                                    | |
|      | 2013/12/24 | 「Xmasパーティナイト2013プレゼント大会!!!」                         | うさ耳サンタ                                                | 本来の放送予定日は12月26日であったが、北村ヂンが忘年会に出席するためこの日に変更された |
| 91   | 2014/1/9   | 「誰とでもやれるとしたらBeyoncé」                                   |                                                             | 放送終了後の延長タイムで番組公式メールマガジン「アカフクALTERNATIVE」の会員向けクリスマスプレゼントの抽選会が行われた |
| 92   | 2014/1/23  | 「えっ、あの地上波ゾンビアイドルがバカの会話を!?」                  | パンダセーター                                              | |
| 93   | 2014/2/6   | 「あなたがゴミ袋に捨てたポテチは、このポテチですか？」              |                                                             | |
| 94   | 2014/2/20  | 「ウォール・ストリート・ジャーナルで紹介された女やさかい」          |                                                             | |
| 95   | 2014/3/6   | 「30分スペシャル！（30分とは言っていない）」                        | グレーのワンピース                                          | 生放送では途中から配信できなくなりユーストリームで番組を続行した（放送事故の項、参照） |
| 96   | 2014/3/20  | 「え？ 何がSO GOODだって？」                                        |                                                             | |
| 97   | 2014/4/3   | 「あの『卑屈の国の格言録』が書籍化だって（笑）」                    | 怪獣Tシャツ                                                 | |
| 98   | 2014/4/17  | 「5/18『卑屈の国の格言録』発売記念公開収録だよ」                    |                                                             | 5月18日にロフトプラスワンで書籍発売記念の公開収録イベントを行うことを発表 |
| 99   | 2014/5/1   | 「〇〇〇だと〇が先に出ちゃう！BANG！BANG！」                        | BANGBANGTシャツ うさ耳カチューシャ                          | |
| 100  | 2014/5/15  | 「100回記念にして、すさまじい頻尿」                                 | うさ耳カチューシャ                                          | |
| 101  | 2014/5/23  | 「『卑屈の国の格言録』発売イベント＠ロフトプラスワン！」            |                                                             | 小明、もぐもぐと共に北村ヂンもステージ上にいてトークに参加した |
| 102  | 2014/5/29  | 「アイドル小明に新たな光が射した（※ただし頭皮から）」               | 目尻のメイクが濃い                                          | |
| 103  | 2014/6/12  | 「妖精だよ、妖精になりてぇんだよ！」                                | 流行ってる店屋で買った服                                    | |
| 104  | 2014/6/26  | 「大学ってそういうもんだと思ってる」                                |                                                             | |
| 105  | 2014/7/18  | 「顔だけ……なんだって!?」                                            | うさ耳カチューシャ                                          | |
| 106  | 2014/7/24  | 「芸能界初！Charに似てるアイドル！」                                | 猫Tシャツ                                                   | |
| 107  | 2014/8/7   | 「14年前はお宝ですよ、今はゴミですけど」                            |                                                             | |
| 108  | 2014/8/21  | 「小明の副作用というのは、ないんです」                              |                                                             | |
| 109  | 2014/9/4   | 「新発見！憂鬱には理由がある!?」                                    |                                                             | |
| 110  | 2014/9/18  | 「特におなじみのものがない小明です」                                | ベレー帽 メガネ 虎Tシャツ                                   | |
| 111  | 2014/10/2  | 「アイドル小明、ニコ生でかわいい子を見てすごい気持ちに!?」          |                                                             | |
| 112  | 2014/10/16 | 「んぱんぱんぱんぱ」                                                |                                                             | |
| 113  | 2014/10/30 | 「私、適当にしゃべってないよ（適当）」                              | 馬柄ブラウス                                                | |
| 114  | 2014/11/13 | 「BBA欲情してんの？」                                               |                                                             | |
| 115  | 2014/11/27 | 「わたし、炎上を忘れない」                                          |                                                             | |
| 116  | 2014/12/11 | 「祝！『ひくつのアレ』Kindle化スペシャル！」                        |                                                             | |
| 117  | 2014/12/25 | 「4年半、ありがとうございましたスペシャル！」                       | サンタ帽                                                    | 《2014年に自分に起きた衝撃的なこと》というテーマでメールを事前募集 今回で最終回になることを発表 |